# Una famiglia nucleare
Una famiglia nucleare (Dad's Nuke) è un romanzo di fantascienza satirica dello scrittore statunitense Marc Laidlaw, pubblicato nel 1985.

## Storia editoriale
Il romanzo, il primo dell'autore, è una satira della vita di provincia statunitense, permeata dal fondamentalismo cristiano e dalla paranoia xenofoba. L'opera è stata pubblicata nel febbraio 1985.
In Italia il romanzo è stato pubblicato per la prima volta nel 1995 con il nome dell'autore riportato in copertina come "Mark Laidlaw".

## Trama
(Marc Laidlaw. Una famiglia nucleare)
Negli Stati Uniti di un ipotetico 1998, la stravagante famiglia Johnson vive in una villetta autosufficiente e difesa da armi letali all'interno di Cobblestone Hill, uno dei tanti quartieri isolati, una comunità utopica progettata e controllata Doc Edison. Il capofamiglia, William Dolores "Papà" Johnson, in piena rivalità con il vicino Jock Smith si preoccupa di aggiungere fortificazioni e armi alla sua casa contro ipotetiche minacce da parte dei dirimpettai che hanno assemblato un lanciamissili da guerra nel loro giardino. Quando Papà sabota l'arma di Jock, facendo fallire il lancio di inaugurazione, la rivalità si trasforma in guerra aperta in un crescendo di minacce e ritorsioni.
Papà accetta di installare in garage un reattore nucleare, convinto che ciò lo farà avanzare nella scala gerarchica della comunità, nonostante i vicini siano sostanzialmente preoccupati per la sicurezza dell'impianto. Il Cartello, una tentacolare società di servizi, si occupa dell'attivazione dell'impianto mentre Doc Edison ha provveduto a far sviluppare in vitro il nuovo membro della famiglia Johnson, la neonata Erica, geneticamente progettata per nutrirsi delle scorie radioattive del reattore.
Nel frattempo, uno dei figli dei Johnson, P.J., venuto a sapere di essere stato geneticamente progettato da Doc Edison per essere gay, al fine di "dare equilibrio alla famiglia numerosa", scappa di casa e, durante il peregrinare, viene fatto prigioniero da una setta fondamentalista cristiana e reso succube con l'impiego di droghe e apparati di realtà virtuale. Il Cartello, si offre di ritrovare P.J. e incarica uno dei suoi "piazzisti", Andrew Ashenwristle,  che, forte delle sue vaste conoscenze sul territorio, rintraccia il ragazzo succube della setta e ne organizza l'evasione che fortunosamente ha successo grazie al coinvolgimento di un gruppo di guerriglieri. P.J. viene ricondotto a casa.
Una delle figlie dei Johnson, Nancy June, è fidanzata con uno dei figli degli Smith, Arnold; i due giovani sono stati costretti ad abbandonare la pubertà e ad entrare nell'età adulta da Doc Edison con l'utilizzo di tecniche biologiche, pratica usuale nella comunità. I due, frustrati per il repentino cambio, costruiscono una bomba atomica con materiale fissile sottratto al reattore di Papà. Constance detta "Connie", la moglie di Papà, fugge con uno dei tanti cloni degli Ashenwristle, Sweeney, la setta cristiana porta un attacco informatico a Cobblestone Hill, mentre Jock e la moglie Elaine prendono in ostaggio Nancy June per costringere Papà a uscire allo scoperto delle sue fortificazioni per poterlo uccidere. La ragazza riesce a liberarsi e proprio mentre Connie ritorna a casa, Papà, nel frattempo costretto all'invecchiamento repentino da Doc Edison, si immola durante l'esplosione, riuscendo ad attivare uno scudo che mette in salvo la sua famiglia. I Johnson sopravvissuti abbandonano Cobblestone Hill. La piccola e aggressiva Erica rimane sul luogo dell'esplosione, per nutrirsi di radiazioni.

## Edizioni
- (EN) Marc Laidlaw, Dad's Nuke, 1ª ed., New York, Donald I. Fine, febbraio 1985, ISBN 978-0-917657-52-8.
- (DE) Marc Laidlaw, Papis Bombe. Atomkrieg im Vorgarten, der endgültige Abschreckungsroman, Goldmann Blitz, Monaco di Baviera, Goldmann, 1987, ISBN 9783442210039.
- (FR) Marc Laidlaw, Papa, Maman, l'atome et moi, traduzione di Patrick Bousseton, Présence du Futur, n. 434, Parigi, Denoël, gennaio 1987, ISBN 978-2-207-30434-1.
- (JA) Marc Laidlaw, Papa no genpatsu, traduzione di Yasuko Tomoeda, Paperback Bunko, 1988, ISBN 9784150107727.
- Marc Laidlaw, Una famiglia nucleare, traduzione di Antonio Caronia, Gli squali, n. 9, Milano, Bompiani, novembre 1995, ISBN 9788845224881.